# Federico Pérez (Fußballspieler, 1986)
Federico Pérez, vollständiger Name Federico Pérez Silvera, (* 23. Januar 1986 in Montevideo) ist ein uruguayischer ehemaliger Fußballspieler.

## Karriere

### Verein
Der 1,80 Meter große Defensivakteur Pérez gehörte zu Beginn seiner Karriere von der Clausura 2006 bis in die Clausura 2007 dem Kader des Erstligisten Bella Vista an. In der Apertura 2006 sind dort elf Erstligaeinsätze (kein Tor) für ihn verzeichnet. Sodann spielte er von der Apertura 2007 bis in die Apertura 2008 für Peñarol. In den Jahren 2009 und 2010 bestritt er fünf Partien (kein Tor) für den chilenischen Klub Everton in der Primera División. Ende Juli 2010 schloss er sich dem in Montevideo beheimateten Erstligisten River Plate Montevideo an. In der Saison 2010/11 lief er dort in sieben Spielen (ein Tor) der Primera División und einer Begegnung (kein Tor) der Copa Sudamericana auf. Im Juli 2011 kehrte er zu Bella Vista zurück und kam bei den Montevideanern in der Spielzeit 2011/12 zu 14 Erstligaeinsätzen (kein Tor). In der Saison 2013/14 wird er als Spieler des Zweitligisten Plaza Colonia geführt und absolvierte 27 Saisonspiele in der Segunda División, bei denen er einmal ins gegnerische Tor traf. In der Spielzeit 2014/15 wurde er elfmal (kein Tor) in der zweithöchsten uruguayischen Spielklasse eingesetzt. Er verließ den Klub jedoch nach der Apertura und schloss sich Ende Januar 2015 Deportivo Santamarina an. Für die Argentinier bestritt er 21 Spiele (ein Tor) in der Primera B Nacional und eine Partie (kein Tor) in der Copa Argentina. Zum Jahresanfang 2016 wechselte er zu Club Atlético Atlanta. Dort wurde er in 15 Spielen (zwei Tore) der Primera B Metropolitana eingesetzt. Anfang Juli 2016 wurde er an die Santiago Wanderers ausgeliehen. Bei den Chilenen absolvierte er 23 Erstligaspiele (kein Tor) und eine Begegnung (ein Tor) in der Copa Chile. Anfang Juli 2017 kehrte er zu seinem vormaligen Klub Plaza Colonia zurück.

### Nationalmannschaft
Pérez war mindestens im Juni 2007 Mitglied der von Roland Marcenaro betreuten U-23-Auswahl Uruguays.